# Гільда Ніколас
Емілі Гільда Рікс, у шлюбах Ніколас і Райт (англ. Hilda Nicholas, Emily Hilda Rix Nicholas, Wright); 1884—1961) — австралійська художниця.

## Біографія
Народилася 1 вересня 1884 року у місті Балларат австралійського штату Вікторія в сім'ї Henry Finch Rix і Elizabeth Sutton.
У дитинстві займалася музикою і малюванням разом з сестрою Елсі. Навчалася в мельбурнській школі Melbourne Girls Grammar. Брала уроки живопису у Mr Mather, потім відвідувала художню школу National Gallery of Victoria Art School, де навчалася в 1902—1905 роках, зокрема, у провідноно учасника Гейдельберзької школи Фредеріка Маккаббина. Сере однокурсниць Гільди були Jessie Traill, Norah Gurdon, Ruth Sutherland, Dora Wilson і Vida Lahey. Деякі малюнки, виконані нею в студентські роки, включені в щорічні виставки Вікторіанського товариства художників і салону Austral Salon.
У 1907 році за порадою знайомих-художників Гільда Рікс вирушає в Європу, продовжувати освіту в різних майстрів. Приїхала в Париж, де працювала з австралійським художником Еммануїлом Фоксом. Навчалася в академії Academie Delécluse і відвідувала академію Гранд-Шомьєр. Разом з матір'ю і сестрою подорожувала Францією та Італією, проводила літо в Етапльскій художній колонії на півночі Франції разом з іншими австралійськими художниками. 
Біля 1909 року Гільда Рікс познайомилася з Вімом Братом (Wim Brat), студентом-архітектором з багатої голландської родини. Мати Рікс дозволила шлюб, однак заручини розладнали стосунки з матір'ю нареченого. Художниця продовжила працювати в Європі і виставлялася в Паризькому салоні в 1911 році (разом з іншими австралійцями — Артуром Стрітоном і Джорджем Беллом).
У період з 1912 по 1914 роки Гільда Рікс двічі побувала в Північній Африці. Вперше з американським художником Генрі Таннером і його дружиною міс Сімпсон у поїздці по Марокко в січні 1912 року. Вони також подорожували по Іспанії, де Рікс познайомилася з роботами Веласкеса. Близько трьох місяців Рікс працювала в Танжері, виставивши в 1913 році кілька своїх картин на Паризькому салоні й у товаристві французьких художників Société des Peintres Orientalistes Français. Вона повернулася в Танжер на початку 1914 року зі своєю сестрою Елсі. Сестри разом повернулися з Африки в Англію, а потім у Францію, де Рікс знову провела літо в Етаплі.
Перша світова війна привела родину Рікс до евакуації в Лондон у серпні 1914 року. При цьому захворіли її мати і сестра: Елсі померла 2 вересня 1914 року, мати Елізабет — в березні 1916 року. Перед від'їздом з Етапльської художньої колонії Рікс познайомилася з австралійським офіцером капітаном Джорджем Ніколасом (George Matson Nicholas). Знову зустріла його у вересні 1916 року й одружилася 7 жовтня в Лондоні. Через три дні чоловік повернувся на службу і загинув 14 листопада 1916 року під час битви на Соммі під містом Флер.
У березні 1918 року Гільда Ніколас покинула Англію і 10 травня прибула в Мельбурн. Там, за підтримки художниці Генрієтти Гуллівер і членів міського мистецького клубу women's Art Club, художниця почала новий етап своєї професійної кар'єри. Вона почала виставлятися, діставала гарні відгуки колег і критики. Кілька її робіт придбала Національна галерея Вікторії. У супроводі своєї подруги Дороті Річмонд (Dorothy Richmond) вирушила працювати в сільську місцевість Нового Південного Уельсу, де багато часу провела в невеликому містечку Delegate на кордоні зі штатом Вікторія, створивши безліч робіт. В Австралії художниця провела кілька персональних виставок, включно виставку в Сіднеї у серпні 1923 року.

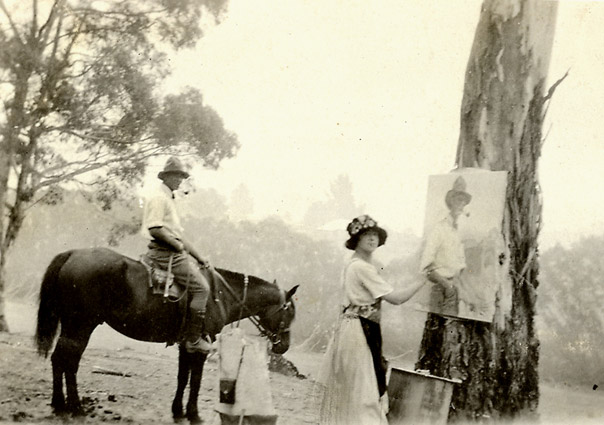
Гільда Ніколас за створенням роботи «В Австралії»

У 1924 році Гільда Ніколас, знову подорожуючи з Дороті Річмонд, вирушила до Франції, маючи намір виставити свої роботи в Європі. Прибувши до Парижа в червні, вона орендувала студію на Монпарнасі, яка раніше належала французькій художниці Розі Бонер. Виставка робіт у престижній галереї Georges Petit Galerie в Парижі в січні 1925 року мала великий успіх, що сприяло успішнім продажам її картин. Потім відбулися й інші виставки, зокрема в Англії в International Society of Sculptors, Painters and Gravers і в Королівській академії мистецтв. У грудні в Англії пройшла ще одна її виставка в Beaux Arts Gallery. В Англії Ніколас створила одну з найнезвичайніших робіт, яка також стала найбільшим полотном — «Les fleurs dédaignées», заввишки майже 2 метри і завширшки 128 сантиметрів, яка являє собою портрет молодої жінки в модному одязі 18 століття. У 1926 році Ніколас знову стала учасницею лондонської виставки Королівської академії мистецтв, вона також була представлена на виставці Société Nationale des Beaux-Arts Spring в Парижі. Наприкінці 1926 року Гільда Ніколас і Дороті Річмонд повернулися в Австралію.
На батьківщині художниця купила автомобіль, частина якого була заповнена художнім приладдям, і разом з Дороті Річмонд їздила по країні, створюючи пейзажі — від Канберри до Квінсленда. 
У 1920-х роках Ніколас познайомилася з фермерською родиною Райт. 2 червня 1928 року в Мельбурні одружилася з Едгаром Райтом (Edgar Wright) і оселилася з ним у власному маєтку під назвою Knockalong, недалеко від Delegate. Мисткиня й далі виставлялася під прізвищем Ніколас, хоча вже була відома як Рікс Райт. Її подруга Дороті Річмонд пошлюбила двоюрідного брата Едгара Райта — Волтера, і оселилася в цьому ж регіоні. В 1930 році Гільда Рікс Райт народила сина, що став скульптором.
Гільда Райт провела ряд виставок, остання її персональна експозиція пройшла в 1947 році. До цього часу здоров'я художниці стало погіршуватися, а потяг до живопису згасав. Була представлена разом з сином на виставці в Сіднеї в 1954 році: показувала свої картини, син — скульптурні роботи.
Померла 3 серпня 1961 року в місті Delegate, Новий Південний Уельс. Після смерті художниці було проведено кілька меморіальних виставок.
Багато  робіт Гільди Рікс Райт потрапили в приватні колекції, значна частина була втрачена в результаті пожежі в маєтку родини після її смерті в 1960-х роках. Творчість австралійської художниці представлено в більшості великих художніх галерей Австралії, включаючи Art Gallery of South Australia, National Gallery of Australia і Queensland Art Gallery. Деякі роботи знаходяться в художніх музеях Європи.